# Arashi (imię)
Arashi (jap. 嵐; dosł. burza) - imię japońskie noszone przez mężczyzn oraz kobiety.

## Kobiety noszące to imię
- Arashi Kishu z mangi X/1999 autorstwa grupy rysowniczek Clamp

## Mężczyźni noszący to imię
- Arashi Nagase z mangi Paradise Kiss autorstwa Ai Yazawy
- Arashi Fuuma z mangi Naruto autorstwa Masashiego Kishimoto